# Los Agudos
Los Agudos (Agudos en aragonés) es un despoblado español perteneciente al municipio de Alcalá de Gurrea, en la Hoya de Huesca, provincia de Huesca (Aragón). Situado en las cercanías del embalse de La Sotonera, es de propiedad particular y su distancia a Huesca es de 30 km.

## Historia
- En junio de 1169, se cita ""turre de Actus", como límite de Abariés (CONTEL, El Cister, n.º.17)

## Monumentos

### Monumentos religiosos
- Ermita de Ntra. Sra. De los Agudos (románico)